# Quella che vi ama
The Gilded Lily è un film muto del 1921 diretto da Robert Z. Leonard; aveva come protagonista Mae Murray, diva del cinema e moglie del regista con il quale girò numerose pellicole.

## Trama
Lillian Drake, una ragazza che lavora in un locale di Broadway, ha molto successo con gli uomini. Tra i suoi numerosi corteggiatori vi è anche il ricco Creighton Howard. Lei, però, sposa un giovane campagnolo, Fred, sognando una tranquilla vita accanto al marito. Lui, però, comincia a bere e spinge Lillian a tornare al suo vecchio lavoro. Sfinita, un giorno la giovane crolla sulla pista da ballo, venendo soccorsa da Creighton. Fred spara al rivale che poi, conquista il cuore di Lillian, ottenendo la sua mano.

## Produzione
Il film fu prodotto dalla Famous Players-Lasky Corporation

## Distribuzione
Il copyright del film, richiesto dalla Famous Players-Lasky Corp., fu registrato il 27 marzo 1921 con il numero LP16329.

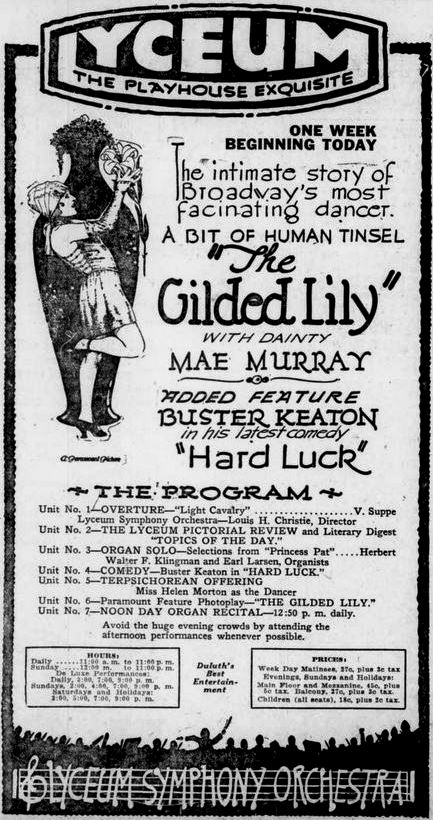
Pubblicità su Duluth Herald (11 giugno 1921)

Distribuito dalla Famous Players-Lasky Corporation, il film - presentato da Adolph Zukor - uscì nelle sale cinematografiche statunitensi il 6 marzo 1921. La Paramount lo distribuì nel 1922 in Francia con il titolo Liliane. In Finlandia, il film uscì il 2 settembre 1923.
Copia della pellicola si trova conservata negli archivi del Museo del Cine Pablo C. Ducros Hicken, in Argentina al Museo del Cine Buenos Aires.